# Anystina
Cohorte
Les Anystina forment une cohorte d'acariens de l'ordre des Trombidiformes et du sous-ordre des Prostigmata.

## Sous-taxons
Selon Wikispecies:
- hypo-ordre Anystae
- hypo-ordre Parasitengona

Selon BioLib (23 août 2019):
- super-famille Adamystoidea
- super-famille Anystoidea
- super-famille Arrenuroidea
- super-famille Caeculoidea
- super-famille Calyptostomatoidea
- super-famille Chyzeroidea
- super-famille Erythraeoidea
- super-famille Eylaoidea
- super-famille Hydrachnoidea
- super-famille Hydrovolzioidea
- super-famille Hydryphantoidea
- super-famille Hygrobatoidea
- super-famille Labidostommatoidea
- super-famille Lebertioidea
- super-famille Paratydeoidea
- super-famille Stygothrombioidea
- super-famille Trombidioidea